# Роздольська Ірина Володимирівна
Роздольська Ірина Володимирівна (нар. 7 квітня 1974, м. Львів) — українська філологиня.

## Наукова біографія
Народилась 7 квітня 1974 року у Львові.
У 1991—1996 роках навчалась на філологічному факультеті Львівського державного університету імені Івана Франка (спеціальність «українська мова та література»), який закінчила із відзнакою.
У 1999 закінчила аспірантуру Львівського національного університету імені Івана Франка (кафедра української літератури імені академіка Михайла Возняка, заочно).
2000 року захистила кандидатську дисертацію «Українська поезія резистансу 40–50-х років ХХ століття: генетичний контекст і естетична природа» за спеціальністю 10.01.01 — українська література.
У 1999—2002 — асистент, з 2002 року — доцент кафедри української літератури імені академіка Михайла Возняка Львівського національного університету імені Івана Франка. У 2007 було присвоєне вчене звання доцента цієї кафедри.
Член редколегії наукового видання «Українське літературознавство» (Вип.65), наукового збірника «Муза і меч» (Львів: ЛНУ імені Івана Франка, 2005), наукового видання "Євген Маланюк: «…Його постать роки одягають у бронзу…»: збірник наукових праць (Львів: ЛНУ імені Івана Франка, 2018).
Брала участь у перевірці конкурсних творчих робіт Всеукраїнського літературно-мистецького конкурсу для школярів «Стежками Каменяра»(2019).
Член журі Олімпіади МАН, розробник тестових завдань для учасників МАН з української мови та літератури (9-11 кл.); член журі Олімпіади з української мови та літератури для учнів старших класів.
Другий офіційний опонент дисертаційної роботи Горішної Галини Михайлівни «Поезія Майдану у дискурсі української революційної поезії ХХ –ХХІ століття», поданої на здобуття наукового ступеня кандидата філологічних наук зі спеціальності 10.01.01 — українська література і захищеної у спеціалізованій вченій раді К 58.053.02 у Тернопільському національному педагогічному університеті імені Володимира Гнатюка 20.12.2018 р.

## Наукові інтереси
Історико-літературні феномени ХХ століття, зокрема літературна творчість Українських Січових Стрільців, література українського резистансу, літературний процес 20-30-х років ХХ століття, стрілецька шевченкіана та франкіана.

## Курси
- Історія української літератури (20–30 роки ХХ століття)
- Література українського резистансу
- Національно-визвольний рух в українській літературі ХХ століття
- Історія української літератури (40-50 рр. ХХ століття)
- Історія української літератури (60-90 рр. ХХ століття)
- Історія української літератури (кінець ХІХ — початок ХХ століття)
- Історія української літератури 1960—1990 років

## Вибрані публікації
1. Роздольська Ірина. Українська поезія резистансу 40–50-х років ХХ століття: генетичний контекст і естетична природа. Автореф. дисертації… канд. філол. наук. — 10.01.01 — українська література. — Львівський національний університет імені Івана Франка. — Львів, 2000. — 19 с.
2. Яремчук Ірина. Під знаком вогню: Генетичний контекст та естетична природа поезії УПА: Монографія. — Львів, 2006. — 212 с.
3. Роздольська Ірина. Іван Багряний // УСЕ для школи. Українська література. 11 клас. Програмні тексти, ілюстрації, пояснення, завдання, тести. Випуск 3; головний редактор Григорій Чопик. — Київ: Всеувито, 2001. — 64с.
4. Поезія українського резистансу 40–50-х років ХХ століття. Бібліографічний покажчик / Укладач Ірина Яремчук. — Львів: Видавничий центр ЛНУ імені Івана Франка, 2007. — 68 с.
5. Роздольська Ірина. Поезія українського і польського руху Опору (1939—1945): проблема вибору // Матеріали Міжнародної славістичної конференції, присвяченої пам'яті професора Костянтина Трофимовича (1–3 квітня 1998 року). — У 2–х т. — Т. 2. — Львів: Літопис, 1998. — С. 232—237.
6. Роздольська Ірина. Слова, написані в книгах бою: Екзистенційно-естетичний імператив Мирослава Кушніра // Дзвін: Щомісячний літературно-мистецький та громадсько-політичний часопис Національної спілки письменників України. — 1999. — № 2. — С. 132—139.
7. Роздольська Ірина. Українська поезія резистансу 40–50-х років ХХ століття: генетичний контекст і естетична природа // Літературознавство: Матеріали IV Конгресу Міжнародної Асоціації Україністів: Доповіді та повідомлення / Упорядник і відповідальний редактор О. Мишанич. — Київ: ТОВ "Видавництво «Обереги», 2000. — Кн. 2. — С. 169—174.
8. Роздольська Ірина. Дяченко Михайло, Кушнір Мирослав, Василенко-Волош Петро, Вісниківська квадрига, Вороний Микола, Будка Богдан, Любченко Аркадій, Осьмачка Теодозій (Тодось) Степанович, Опору література, Одрач-Шоломіцький Федір, Хрін Степан, Шкурупій Гео (Георгій) Данилович, Чупринка Григорій Аврамович, Філянський Микола Григорович, Филипович Павло Петрович, Федькович Юрій Адальбертович, Савченко Яків Григорович, Симоненко Василь Андрійович, Семенко Михаль (Михайль) Васильович, Фальківський Дмитро Никифорович, Українка Леся, Ярошенко Володимир Мусійович // Довідник з історії України (А–Я): Посібник для середніх загальноосвітніх навчальних закладів / За заг. ред. І. Підкови, Р. Шуста. — Вид. 2. — Київ: Генеза, 2001. — С. 229, 339, 98–99, 117—118, 129—130, 90, 434, 545, 532—533, 525, 1029, 1091, 1066, 998—999, 996, 991—992, 707, 750, 737, 986, 900—901.
9. Роздольська Ірина. Поняття поезії резистансу в українському літературознавстві // Літературознавчі зошити. Студії. Публікації. Рецензії. Бібліографія. — Львів, 2001. — Вип.1. — С. 161—166.
10. Яремчук Ірина. І епос, і ерос [Кудлик Роман. Нічне збирання винограду: Поезії. — Львів, 2001. — 87с.] // Літературна Україна: Газета письменників України. — 2002. — № 33. — 26 верес.
11. Яремчук Ірина. «Terra incognita»: Художник Іван Багряний // Вісник Львівського університету. — Серія: мистецтвознавство. — 2002. — С. 252—260.
12. Яремчук Ірина. Одкровення Єви: кілька слів про сучасну жіночу белетристику // Літературна Україна: Газета письменників України. — 2003. — 8 травня.
13. Роздольська Ірина. Франкова присутність у поетичній творчості бойовиків УПА // Вісник Львівського університету. Серія філологічна. — 2003. — Випуск 32: Франкознавство. — С. 229—235.
14. Роздольська Ірина. Слова, написані в книгах бою // Кушнір Мирослав. Невкоєне серце: Поезії. Проза. Матеріали до життєпису / Упорядники Микола Дубас, Ігор Калинець. — Львів: Галицька видавнича спілка, 2005. — С.524–540.
15. Яремчук Ірина. Національний космо-психо-логос і поетичні штампи у просторі тоталітарної естетики // Сучасність: Література, наука, мистецтво, суспільне життя: Щомісячний часопис незалежної української думки. — 2007. — № 1–2. — С. 86–126.
16. Яремчук Ірина. Доторк Сойчиного крила: Франкова присутність у художній прозі Галини Тарасюк // Тарасюк Г. Т. Трепанація: Літературознавчі праці, рецензії, відгуки. Роздуми. Інтерв'ю. — Бровари: вид-во ПП "МН ТРК «Відродження», 2006. — С. 252—264.
17. Яремчук Ірина. Бути чи не бути: досвід тоталітаризму Івана Багряного // Studia methodologica. — Вип. 23. — Тернопіль: Редакційно-видавничий відділ ТНПУ імені В. Гнатюка, 2008. — С. 81–86.
18. Яремчук Ірина. Фаворизатори сонета Богдан Кравців та Леонід Мосендз (проблема творчої спорідненості та спонуки) // ХХ століття: від модерності до традиції: зб. наук. праць. — Випуск 1. Естетика і поетика творчості Леоніда Мосендза / Ред. Колегія: І. Руснак (голов. ред.), О. Баган (заступ. голов. ред.), А. Гуляк та ін. — Вінниця: ТОВ фірма «Планер», 2010. — С. 231—240.
19. Яремчук Ірина. Із літературної спадщини українського резистансу: новели Зиновія Матли // Дзвін: Щомісячний літературно-мистецький та громадсько-політичний часопис Національної спілки письменників України. — 2010. — № 1. — С. 129—136.
20. Яремчук Ірина. Примітки до книги: Михайло Дяченко (Марко Боєслав). Поезії / Упорядкування Т. Салиги, І. Яремчук; передмова Т. Салиги, примітки І. Яремчук. — Ужгород: Ґражда, 2011. — С. 371—391.
21. Яремчук Ірина. Ґенетично-естетичний контекст сонетного циклу Богдана Кравціва «Дзвенислава» // Парадигма. Збірник наукових праць. Випуск 6. — Львів: Інститут українознавства імені І. Крип'якевича, 2011. — С. 173—185.
22. Яремчук Ірина. Присутність Богдана Ігоря Антонича у творчому житті Марка Боєслава // «Мистецтво творять шал і розум». Творчість Богдана Ігоря Антонича: рецепції та інтерпретації: збірник наукових праць. — Львів, 2011. — (Серія «Українська філологія: школи, постаті, проблеми», вип. 11). — С. 365—376.
23. Яремчук Ірина. Художня шевченкіана Українських Січових Стрільців // Українське літературознавство. — Вип. 77. — Львів, 2013. — С. 125—140.
24. Яремчук Ірина. Стрілецька поезія і Тарас Шевченко // Шевченківська енциклопедія: В 6 т. / Ред. кол.: М. Жулинський (голова), М. Бондар, O. Боронь (відповідальний секретар), С. Гальченко, П. Гриценко, І. Дзюба, Р. Пилипчук, Г. Скрипник, В. Смілянська (заступник голови), Д. Стус, Н. Чамата; передм. І. Дзюби. — Т. 5: Пе–С / За ред. О. Бороня та В. Смілянської. — Київ: НАН України, Ін-т л-ри ім. Т. Г. Шевченка, 2015. — С. 992—995.
25. Яремчук Ірина. Літературний силует стрілецького покоління у часописі «Будучина» / Ірина Яремчук // Українське літературознавство: зб. наук. праць.  — 2016. — Вип. 81. –  С.46 — 61.
26. Яремчук Ірина. Пам'яті Лесі Українки: Меморіальна критика Миколи Голубця /І.Яремчук  // Слово і час: науково-теоретичний журнал. — 2016. — № 5 (665). — С.31–39.
27. Роздольська Ірина. Володимир Ґадзінський — письменник із Легіону Українських Січових Стрільців / І.Роздольська // Spheres of Culture: Journal of philological, Historical, Social and Media Communication, Political Science and Cultural Studies / by Ihor Nabytovych. — Lublin, 2017. — Volume XVI. — P. 214—224.
28. Роздольська Ірина. Феномен Тараса Шевченка у генераційному сприйнятті Українських Січових Стрільців // Література. Фольклор. Проблеми поетики. Науковий збірник. — Київ: ВПЦ Київського університету, 2017. — С. 142—151.
29. Роздольська Ірина. Василь Пачовський як учасник стрілецького покоління // Вісник Львівського національного університету імені Івана Франка. Серія філологічна. — Випуск 67. — Ч. 1. — Львів: Львівський національний університет імені Івана Франка, 2018. — С. 230—243.
30. Роздольська Ірина. Координати маланюківських студій / І.Роздольська // Слово і час: Науково-теоретичний журнал. — 2018. — № 2. — С.3 — 4.
31. Роздольська Ірина. Стрілецьке покоління в оцінці Євгена Маланюка / І.Роздольська // Євген Маланюк: «Його постать роки одягають у бронзу…»: збірник наукових праць. — Львів: ЛНУ імені Івана Франка, 2018. — С.236 — 244.
32. Роздольська І. В. Літературне покоління Українських Січових Стрільців як наукова проблема / І.Роздольська  // Contemporary issues in philological sciences: experience of scholars and educanionalists of Poland and Ukraine: International research and practice conference (Lublin Science and technology park S.A., April 28-29, 2017, Lublin, Poland). — P.59-63.
33. Роздольська Ірина. Євген Маланюк і Українські Січові стрільці: проблема генераційного означення воєнних поколінь в літературі /І.Роздольська // Spheres of Culture: Journal of  philological, Historical, Social and Media Communication, Political Science and Cultural Studies / Ed. by Ihor Nabytovych. — Lublin, 2018. –  Volume XVII. — С.166-176.
34. Роздольська Ірина. Феномен Івана Франка у меморіальному дискурсі січового стрілецтва // Іван Франко: «…Я єсть пролог…»: Матеріали Міжнародного наукового конгресу до 160-річчя від дня народження Івана Франка (Львів, 21-24 вересня 2016 р.). — У 2-х т. — Т.2. — Львів: ЛНУ імені Івана Франка, 2019. — С.139-156.

## Проекти
Учасниця держбюджетних тем:
- РФ-15ф «Українська національна ідея у літературних та фольклорних джерелах» (1.01.2009 — 31.12.2011 роки).
- РЛ-111Ф «Українська діаспорна шевченкіана (1945—1991)» (1.03.2012 — 31.12.2012 роки).
- Підготувала та упорядкувала видавничий проект — видання «Лука Луців. Шевченкіана: літературознавство».

## Нагороди
- Лауреат літературної премії імені Романа Федоріва (2010) за публікації останніх років на сторінках часопису «Дзвін».
- Почесна грамота Львівської обласної державної адміністрації за особистий внесок у розвиток наукового дослідництва, плідну наукову та інноваційну діяльність (травень 2002 року).
- Подяка від Департаменту освіти і науки Львівської облдержадміністрації за підготовку переможця ІІІ етапу Всеукраїнського конкурсу-захисту науково-дослідницьких робіт з української літератури (2018 рік).